# Erskine B. Childers

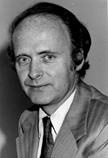
Erskine B. Childers

Erskine Barton Childers (Dublin, 11 maart 1929 – Luxemburg, 25 augustus 1996) was schrijver, verslaggever voor de BBC en functionaris van de Verenigde Naties. 
Hij was de oudste zoon van Erskine Hamilton Childers (1905-1974) (president van de Republiek Ierland van 1973 tot 1974) en Ruth Dow, en was een kleinzoon van de in de Ierse burgeroorlog geëxecuteerde schrijver Robert Erskine Childers (1870-1922).

## Leven
Erskine B. Childers groeide op in Ierland. Hij studeerde aan Trinity College (Universiteit van Dublin) en Stanford.

## BBC
Vanaf 1960 werkte hij voor de Britse omroeporganisatie BBC in Londen, zowel voor radio als televisie. Hier hield hij zich onder meer bezig met het Midden-Oosten (met onderwerpen als de Suezcrisis en Palestina/Israël), met de moord op John F. Kennedy (1963) en later met onderwerpen in verband met de Verenigde Naties.
Hij was, op basis van onderzoek, een van de eersten die binnen de westerse wereld de toen gangbare visie bestreed, dat in 1948 de Palestijnse Arabieren hun land verlieten omdat ze daartoe van Arabische kant zouden zijn opgeroepen.

## Verenigde Naties
Vanaf 1967 tot 1989 heeft Childers verscheidene opdrachten voor de Verenigde Naties uitgevoerd.
Van 1975 tot 1988 was hij directeur voor communicatie van het Ontwikkelingsprogramma van de Verenigde Naties (UNDP).

## Organisaties
Na zijn pensionering bleef Childers zich inzetten voor de zaken waar hij mee was bezig geweest. Samen met Brian Urquhart schreef hij, onder meer voor de Ford Foundation en de Dag Hammarskjöld Foundation, boeken over de Verenigde Naties en mogelijke hervormingen in het VN-systeem. 

In maart 1996 werd hij tot secretaris-generaal gekozen van het Wereldverbond van Verenigingen voor de Verenigde Naties (Wereldverbond van verenigingen voor de VN, WFUNA). Kort na zijn toespraak voor het congres van de WFUNA in augustus 1996 in Luxemburg werd hij onwel en hij kwam daarna te overlijden.